# 제시카 디가우
제시카 디가우(영어: Jessica De Gouw, 1988년 2월 15일 ~ )는 오스트레일리아의 배우이다. 유명한 배역으로는 미국 드라마 《애로우: 어둠의 기사》의 헬레나 버티넬리 / 헌트리스 역과 《드라큘라》의 주연 미나 머리 역 등이 있다.

## 출연 작품
- 애로우: 어둠의 기사 (미국, 2012 - 2013) - 헌트리스 / 헬레나 버티넬리
- 드라큘라 (미국, 2013) - 미나 머리 / 일로나
- 디즈 파이널 아워스 (오스트레일리아, 2014) - 조이
- 컷 스네이크 (오스트레일리아, 2014)
- 그레텔과 헨젤 (미국, 캐나다, 아일랜드, 남아프리카공화국, 2020) - 마녀